# 馬瀬紀夫
馬瀬 紀夫（ませ のりお、1953年12月26日 - ）は、日本の実業家。ハーゲンダッツジャパン株式会社代表取締役社長を経て、同社取締役会長。

## 人物・経歴
三重県津市出身。三重県立津高等学校を経て、1976年大阪大学経済学部卒業、サントリー入社。2005年に取締役に昇格し、以降健康食品や海外事業などを担当した。2009年サントリーホールディングス執行役員。
2011年からハーゲンダッツジャパン代表取締役社長を務め、新商品の展開や、基幹商品「ミニカップ」の供給能力強化のための設備投資などを進めた。2018年ハーゲンダッツジャパン取締役会長。